# Теряев, Евгений Дмитриевич
Евге́ний Дми́триевич Теря́ев (14 декабря 1934, Фергана, Узбекская ССР — 10 февраля 2012, Москва, Российская Федерация) — советский и российский учёный в области теории автоматического управления, член-корреспондент АН СССР (1987).

## Биография
В 1958 г. окончил Московский авиационный институт.
Доктор технических наук, профессор, заведующий кафедрой автоматических систем факультета кибернетики МИРЭА. Главные направления научной деятельности: теория автоматического управления нестационарных систем и адаптивных цифровых систем управления.
В 1987 г. был избран членом-корреспондентом АН СССР, с 1991 г. — РАН по отделению энергетики, машиностроения, механики и процессов управления. Избирался заместителем главного учёного секретаря Президиума РАН.
Похоронен в Москве на Введенском кладбище (8 уч.).

## Из библиографии
- Анализ процессов в непрерывных и дискретных нестационарных линейных системах : Учеб. пособие / Е. Д. Теряев; Моск. ин-т радиотехники, электрон. и автоматики. — М. : МИРЭА, 1985 (1986). — 82 с.
- Цифровые системы и поэтапное адаптивное управление / Е. Д. Теряев, Б. М. Шамриков; Рос. акад. наук. Ин-т машиноведения им. А. А. Благонравова. — М. : Наука, 1999. — 329, [1] с. : ил.; 22 см; ISBN 5-02-002495-3